# 小行星8112
小行星8112（8112 Cesi）是一颗绕太阳运转的小行星，为主小行星带小行星。该小行星于1995年5月3日发现。

## 轨道参数
小行星8112的轨道半长轴为2.9839751 UA，离心率为0.070。